# Jason Demetriou (Fußballspieler)
Jason Demetriou (* 18. November 1987 in Newham, London, England) ist ein englisch-zyprischer Fußballspieler auf der Position eines Mittelfeldspielers. Bei seinem eigentlichen Stammverein Leyton Orient hatte er verschiedene Positionen inne. Dabei fand man ihn auf der Position eines rechten Außenverteidigers wie auch auf den Positionen eines Flügelspielers oder zentralen Mittelfeldspielers vor. Zurzeit spielt er bei Southend United in der League Two, der vierthöchsten Spielklasse Englands.

## Karriere

### Karrierebeginn bei Leyton Orient
Nachdem Demetriou im London Borough of Newham geboren worden war, zog es ihn am Anfang seiner Fußballerkarriere ins nördliche Nachbar-Borough Waltham Forest, wo er in den Nachwuchsbereich von Leyton Orient einstieg. Dort durchlief er sämtliche Jugendspielklassen sowie das Reserveteam, ehe er zur Saison 2005/06 erstmals ins Profiteam berufen wurde. Dabei hatte die Mannschaft in dieser Saison ihren Spielbetrieb noch in der viertklassigen englischen Profiliga, der Football League Two. Am 18. Oktober 2005 kam Demetriou dabei zu seinem Pflichtspieldebüt für die Profis, als er in einem Spiel der Football League Trophy gegen Yeovil Town in der 87. Minute für Wayne Carlisle eingewechselt wurde. Nachdem Demetriou auch im Zweitrundenspiel gegen Oxford United zum Einsatz gekommen war, schied das Team allerdings bereits früh vom laufenden Bewerb aus. In der Liga lief es für Leyton Orient allerdings besser. Am 18. Februar 2006 gab der junge Mittelfeldakteur sein Ligadebüt, als er beim 2:0-Auswärtserfolg über den heute nicht mehr existierenden Verein Chester City in der 89. Spielminute für den Iren Daryl McMahon auf den Rasen kam. Weitere zwei Einsätze, darunter sein Startelfdebüt gegen Cheltenham Town, in dem er den 1:0-Siegtreffer von Paul Connor vorbereitete, folgten, ehe die Mannschaft am Saisonende auf dem dritten Platz rangierend den Aufstieg in die Football League One schaffte.
Zur Sommerpause mit einem Profivertrag ausgestattet folgten in der Saison 2006/07 15 Ligaeinsätze (2 Tore), drei Einsätze im League Cup sowie ein Auftritt in der Football League Trophy. Seinen ersten Profitreffer erzielte der 1,80 m große im rechten Mittelfeld spielende Akteur am 13. Februar 2007 bei einer 1:4-Heimniederlage gegen Brighton & Hove Albion. Mit der Mannschaft schaffte er zum Saisonende nur knapp den Klassenerhalt und so den weiteren Verbleib in Englands Drittklassigkeit. Die Folgespielzeit 2007/08 lief für Jason Demetriou wesentlich besser als die vorhergegangene. Der eher defensiv ausgerichtete Mittelfeldspieler avancierte zu einem Stammspieler bei Leyton Orient und brachte es über die gesamte Saison hinweg auf 43 von 46 möglichen Ligaauftritten, in denen er drei Treffer für sein Team erzielte. Nachdem er an der Seite von Adam Chambers gute Leistungen gebracht hatte, schaffte es die Mannschaft sogar auf den 14. Platz in der Endtabelle, was einen Platz im Tabellenmittelfeld bedeutete.
Ähnlich gut verlief die Saison 2008/09, in der Demetriou abermals auf 43 Ligaeinsätze kam und dabei gleich vier Tore erzielte. Nachdem er in der vorhergegangenen Saison bereits mit acht gelben Karten zu kämpfen hatte, erhielt der im defensiven Mittelfeld agierende Demetriou in der Saison 2008/09 neben sieben gelben Karten auch eine rote. Wie schon in der Spielzeit 2007/08 erreichte die Mannschaft ein weiteres Mal den 14. Platz in der Endtabelle und war mit seiner Mannschaft so gut wie nie in den Abstiegskampf verwickelt. Zu Beginn des Jahres 2009 zeigten mehrere englische bzw. walisische Vereine Interesse an dem vielseitig einsetzbaren Leyton-Orient-Akteur. Neben den Queens Park Rangers, Charlton Athletic und Cardiff City war auch Plymouth Argyle an Demetriou interessiert. Letztgenannter Verein machte sogar ein Angebot von 750.000 £. Zum Saisonende wurde er von den Leyton-Orient-Fans zum Spieler der abgelaufenen Saison gewählt.
In der Spielzeit 2009/10 legte der 21- bzw. 22-Jährige vermehrt Wert auf die Defensive von Leyton Orient, weshalb er in seinen 39 Ligaauftritten auch nur ein einziges Mal ins gegnerische Tor traf. Mit der Mannschaft kam er wie zur Spielzeit 2006/07 ein weiteres Mal nur knapp mit dem Klassenerhalt davon.

### Wechsel nach Zypern
Zum Ende der Saison zeichnete sich ein Wechsel Demetrious ab, nachdem der Spieler einen vom Verein angebotenen Dreijahresvertrag ohne weiteres zurückwies. Anfang Juni 2010 unterschrieb der junge Mittelfeldakteur schließlich einen gut dotierten Vertrag bei AEK Larnaka in der höchsten zyprischen Spielklasse. In einem Interview äußerte er, dass er aus Angst seine Nationalteamkarriere nicht fortsetzen zu können, den Vertrag bei Leyton Orient ausgeschlagen habe.

### Nationalmannschaftskarriere
Im Februar 2009 wurde Demetriou, der durch seinen Vater im Besitz der zyprischen Staatsangehörigkeit ist, vom Cheftrainer der zyprischen Nationalmannschaft, Angelos Anastasiadis, für ein freundschaftliches Länderspiel gegen Serbien während eines internationalen Turniers, an dem auch noch die Ukraine und die Slowakei teilnahmen, einberufen. Im Spiel am 10. Februar 2009 wurde er in der 64. Spielminute für den Stürmer Dimitris Christofi eingewechselt. Ein weiterer Einsatz gegen die Slowakei am darauffolgenden Tag und ein Einsatz für eine Halbzeit gegen Kanada am 30. Mai folgten im Jahre 2009. Zudem stand Demetriou kurzzeitig in Zyperns Kader, der an der Qualifikation zur WM 2010 teilnahm.

## Erfolge
- Aufstieg in die League One: 2005/06

## Trivia
Im Nachwuchsalter absolvierte Demetriou Probetrainingseinheiten beim englischen Topklub FC Arsenal.